# Can Miralles (Girona)
Can Miralles és una obra de Girona inclosa a l'Inventari del Patrimoni Arquitectònic de Catalunya.

## Descripció
És un edifici de planta rectangular, amb planta baixa i dos pisos, coberta a quatre aigües i amb el carener paral·lel a la façana principal. La composició d'obertures és simètrica, agrupant-les verticalment. A la façana principal hi ha tres portes a la planta baixa i sis finestres. Totes són de llinda planera de pedra, de la que sobresurt la porta d'entrada amb inscripció JC 1710. A la resta de façanes hi ha algunes obertures. La façana posterior està en mal estat degut a la invasió d'heures.
Cal esmentar la torre pseudomodernista de l'aigua, d'obra vista, situada a l'entrada.

## Història
La llinda està datada amb l'any 1710.
Sembla que l'actual edificació és assentada sobre una altra de més antiga i que les restes serviren per bastir altres edificis d'arreu (llinda de la rectoria amb l'escut de la família, tres miralls, i data de 1587, símbol a la casa del carrer Bellmirall -1593-). A la Seu gironina hi ha tombes de canonges de la família, al claustre: Francesc Miralles (1467), Miquel Miralles (1592) i Francesc Miralles (1664).